# Ágios Isídoros
Ágios Isídoros (en grec moderne : Άγιος Ισίδωρος) est un village de la Grèce-Centrale, en Grèce, appartenant au dème de Dístomo-Aráchova-Antíkyra en Béotie. Selon le recensement de 2011, sa population était de 89 habitants.